# 真夜中の招待状
「真夜中の招待状」は、1981年9月26日に松竹系にて公開された日本映画。遠藤周作1971年の小説「闇のよぶ声」の映画化。主演・小林麻美、監督は野村芳太郎、脚本は野上龍雄。
原作と同じ題名で、TBSの2時間ドラマ『ザ・サスペンス』枠で、
1983年7月16日にテレビドラマが放送されている。こちらはヒロインを中井貴惠が演じた。

## キャスト
- 稲川圭子：小林麻美
- 田村樹生：小林薫
- 会沢吉男：高橋悦史
- 久世豊吉：米倉斉加年
- 原田ミツ：宮下順子
- 明石さつき：頼近美津子
- 藤村邦直：下條アトム
- 原田広子：中島ゆたか
- 会沢の妻：日色ともゑ
- 熊本北警察署の刑事：梅野泰靖
- 原田里江：鹿沼えり
- ：星野晶子
- 杉林：丹波哲郎（特別出演）
- ：大森義夫
- 病院の患者：丹古母鬼馬二
- 原田捷平：竹内のぶし
- ：川村禾門
- ：堀田佳久
- ：隼田勇蔵
- ：里居正美
- ：加島潤
- ：大杉侃二郎
- ：城戸卓
- ：小田草之介
- ：籃野憲治
- ：木村明子
- ：土部歩
- ：谷よしの
- ：松谷奈帆子
- ：若ゆかり
- ：吉田有美
- ：長尾真弓
- ：津奈美里ん
- ：村上記代
- ：仲村沙知子
- ：後藤俊子
- ：酒井栄子
- 原田順吉：藤田まこと
- 助野：北林谷栄
- 原田和生：渡瀬恒彦
- 稲川英輔：芦田伸介

## スタッフ
- 監督：野村芳太郎
- 製作：野村芳太郎、野村芳樹
- 原作：遠藤周作（角川文庫版講談社刊）「闇のよぶ声」より
- 脚本：野上龍雄
- 撮影：川又昻
- 撮影：菅野光亮
- 美術：森田郷平
- 録音：山本忠彦
- 調音：松本隆司
- 照明：小林松太郎
- 編集：太田和夫
- スチール：赤井溥旦
- 監督助手：山田良美
- 製作主任：福山正幸
- 装置：川添善治
- 装飾：磯崎昇
- 衣裳：松竹衣裳
- 現像：東洋現像所
- 進行：小松護
- スタイリスト：金子初美
- ヘヤーメーク：フロム・ニューヨーク
- スタントマン：ジャパンアクションクラブ
- 協力：西武百貨店、六本木アルバトロス、日本ビクター（株）インテリア事業部、横浜双葉家具（株）、ヴァンドーム・青山、シャネル、いすゞ自動車株式会社、東亜国内航空
- テーマ曲：フィリップス・レコード
  - 作詞：なかにし礼
  - 作曲：菅野光亮
  - 歌：キャンディー浅田

## 製作

### 企画
大の推理小説好きの野村芳太郎監督は、1970年代後半から1980年代始めにかけて推理小説を矢継ぎ早に映画化した。1979年にエラリー・クイーン原作の『災厄の町』を『配達されない三通の手紙』と改題して映画化したが、それより先に松本清張の『白い闇』と『鉢植を買う女』、『熱い絹』と本作『闇のよぶ声』が企画として挙がり、『闇のよぶ声』も脚本の野上龍雄が第二稿まで書いていたが、この時は頓挫していた。1981年に何をやるかとなったとき、最有力は松本清張の『渡された場面』で、脚本は田坂啓で準備していたが、脚本の見込みが立たず、急に切り替え、本作をやることになった。結果的に前年の『震える舌』に続き、ある種の難病を重要なテーマに置いた作品となった。この際、主役の二人は新人と決まり、小林麻美と小林薫がキャスティングされた。

### キャスティング
小林麻美は前年の『野獣死すべし』では、美しく撮られてはいたものの、出番も少なくマネキンとして扱われたが、映画2本目の本作は出ずっぱりの主演。所属の田辺エージェンシーからメーク係、スタイリスト等6人が小林の専属スタッフとして就き、映画に本格的に乗り込むにあたり万全の態勢を敷いた。このため目まぐるしく衣装を替える。
松竹が当時のベストセラー・田中康夫の『なんとなく、クリスタル』を映画化『なんとなく、クリスタル』の宣伝の際に取ったアンケートで、小林が「クリスタル・タレント」のトップに選ばれたことが、本作の抜擢に繋がったと見られ、野村芳太郎監督の息子で、プロデューサーとして名を連ねる野村芳樹は「あれは偶然の一致ですが、役者としてイメージが固まってないので、しかも魅力ある雰囲気をすでに身につけているという点を買いました。20歳前後の若い観客を小林麻美に一体化させるのが狙いです」などと話した。このため、クリスタル族的興味ないしJJ族的欲求を満たすべく小林の衣装にそれを反映させている。小林麻美の主演作として大きな話題を呼んだ。
野村監督は「映画には、俳優の演技を生かした演出法と、その人のキャラクターに頼ってというか、個性的な人の個性に合わせて作る方法とがあるわけですが、この映画の場合は麻美さんの個性に合わせています。演技のうまいヘタよりも、その人の一生懸命さというものの方が、映画によく出る。熱気が伝わるんです。この映画は、お客さん（観客）が主人公の彼女にどこまで感情移入していくかが勝負ですから、他のベテラン俳優たちとの絡みでもカット割りによって彼女にウエイトをかけるように撮っています。この映画の実験的な試みとして強迫観念の映像化をやっています。この映画の中心になるのは、男と女の気持ちの問題なのです。女性がどれだけ自分の恋人の気持ちが分かっているか、分かっていたと思っていたものが、実は分かっていなかったり…日本映画があまり扱わなかった心理的ミステリーの試みなのです」などと述べた。

### 撮影
撮影は1981年夏。小林の住む稲川邸は東京都港区霞町（現麻布）の個人宅（H邸）。撮影日は1981年8月14日。当日は都内各所でロケが行われた。

## 宣伝と興行成績
松竹の宣伝部と小林麻美の所属する田辺エージェンシーとの間で宣伝方法が折り合えず、フジテレビの人気女子アナ・頼近美津子も出演自体はマスメディアには大きく取り上げられたが、フジテレビもニッポン放送も宣伝協力をしてくれず、昨今の番線映画では有り得ない宣伝イベント0。野村監督作品では最低レベルの興行成績となった。野村は「これが当たらなかったことで少しは松竹の中で動きが出るかと思ったが、どうもそれは〈松竹対私〉の商品価値が混乱したことぐらいではないか、という気がする」などと話した。

## 備考
小林が精神科医の高橋悦史を総合病院に訪ねるシーンで、精神科の待合室に座る患者が全員、体のどこかに引きつけを起こす危ない描写がある他、大学で催眠術の実験をするシーンで、医師の丹波哲郎がセーラー服の女子高生に催眠術をかける。また事件の動機、真相のキーになる病気に纏わるプロットは、今日ではそのままでは使えないと見られる。テレビドラマはどうだったのかは分からない。『砂の器』のハンセン病にまつわる動機プロットが、再映像化される度に変更されるように、本作がもし再映像化されるようなことがあれば、変更を余儀なくされると見られる。
兄が次々蒸発するのに本編に警察が全く登場しない。
ドラマ中間部で、小林麻美と小林薫が風呂上りにバックギャモンするシーンで、上半身裸の小林麻美が肩から掛けた大き目のタオルで頭を拭く際、片乳が露出する。その後のベッドシーンで両乳を露出する。
フジテレビの現役女子アナだった頼近美津子が、バーのママ役で女優として唯一の出演。訳ありな雰囲気で事件の真相に大きく関わってくるのかと思わせるがあまり関係しない。

## ロケ地
- 東京都
- 静岡県沼津市
- 茨城県那珂郡東海村
  - 東海発電所
- 熊本県熊本市
  - 熊本空港
  - サンロード新市街
- 宮崎県西臼杵郡[8]
  - 高千穂線
  - 高千穂駅
  - 高千穂橋梁
  - 日之影町
  - 日之影駅

## 作品の評価

### 興行成績
大コケ。
野村は「日本映画があまり扱わなかった心理的ミステリーの試み」と述べたが、観客には伝わらなかった。

### 映画批評家によるレビュー
小藤田千栄子は「失踪の謎解きは、神経科医が書かせた夢日誌の、そこから出てくる風景が、目の前にひらけてくるところから始まる。それは、野村監督と、撮影の川又昂が、かつて『影の車』で試みたカラーの分解処理をうまく使って、魅力的な絵づくりをしているのだが、失踪の、おおもとの原因が分かるところで、この映画は、決定的な興をそぐ」などと評した。